# Matías Reali
Matías Reali (La Plata, 14 gennaio 1997) è un calciatore argentino, attaccante del San Lorenzo.

## Carriera
Cresciuto nel settore giovanile del Gimnasia (LP), ha trascorso i primi anni della carriera nelle serie minori del campionato argentino. Nel 2022 è stato acquistato dal Gimnasia (J), con cui ha debuttato in Primera B Nacional il 13 febbraio nell'incontro pareggiato 3-3 contro il Brown (A).
Nel 2023 è stato prestato all'Independiente Rivadavia, dove si è subito ritagliato un posto da titolare e vincendo il campionato. Al termine della stagione è stato acquistato a titolo definitivo.

## Statistiche

### Presenze e reti nei club
Statistiche aggiornate al 26 aprile 2025.
| Stagione                       | Squadra                        | Campionato                     | Campionato | Campionato | Coppe nazionali | Coppe nazionali | Coppe nazionali | Coppe continentali | Coppe continentali | Coppe continentali | Altre coppe | Altre coppe | Altre coppe | Totale | Totale | Totale |
| Stagione                       | Squadra                        | Comp                           | Pres       | Reti       | Comp            | Pres            | Reti            | Comp               | Pres               | Reti               | Comp        | Pres        | Reti        | Pres   | Reti   |        |
| ------------------------------ | ------------------------------ | ------------------------------ | ---------- | ---------- | --------------- | --------------- | --------------- | ------------------ | ------------------ | ------------------ | ----------- | ----------- | ----------- | ------ | ------ | ------ |
| 2020                           | Círculo Dep. (O)               | TFA                            | 6          | 0          | CA              | 0               | 0               | -                  | -                  | -                  | -           | -           | -           | 6      | 0      |        |
| 2021                           | Círculo Dep. (O)               | TFA                            | 26         | 5          | CA              | 0               | 0               | -                  | -                  | -                  | -           | -           | -           | 26     | 5      |        |
| Totale Círculo Dep. (O)        | Totale Círculo Dep. (O)        | Totale Círculo Dep. (O)        | 32         | 5          |                 | 0               | 0               |                    | -                  | -                  |             | -           | -           | 32     | 5      |        |
| 2021                           | Altos Hornos Zapla             | TFB                            | 5          | 2          | CA              | 0               | 0               | -                  | -                  | -                  | -           | -           | -           | 5      | 2      |        |
| 2022                           | Gimnasia (J)                   | PBN                            | 27         | 3          | CA              | 2               | 0               | -                  | -                  | -                  | -           | -           | -           | 29     | 3      |        |
| 2023                           | Independiente Rivadavia        | PBN                            | 31         | 2          | CA              | 1               | 0               | -                  | -                  | -                  | -           | -           | -           | 32     | 2      |        |
| gen.-giu. 2024                 | Independiente Rivadavia        | PD                             | 5          | 1          | CA+CdL          | 2+14            | 0               | -                  | -                  | -                  | -           | -           | -           | 21     | 1      |        |
| Totale Independiente Rivadavia | Totale Independiente Rivadavia | Totale Independiente Rivadavia | 36         | 3          |                 | 17              | 0               |                    | -                  | -                  |             | -           | -           | 53     | 3      |        |
| lug.-dic. 2024                 | San Lorenzo                    | PD                             | 14         | 0          | CA+CdL          | 1+0             | 0               | CL                 | 2                  | 0                  | -           | -           | -           | 17     | 0      |        |
| 2025                           | San Lorenzo                    | PD                             | 14         | 0          | CA              | 1               | 0               | -                  | -                  | -                  | -           | -           | -           | 15     | 0      |        |
| Totale San Lorenzo             | Totale San Lorenzo             | Totale San Lorenzo             | 28         | 0          |                 | 2               | 0               |                    | 2                  | 0                  |             | -           | -           | 32     | 0      |        |
| Totale carriera                | Totale carriera                | Totale carriera                | 128        | 13         |                 | 21              | 0               |                    | 2                  | 0                  |             | -           | -           | 151    | 13     |        |

## Palmarès

### Club

#### Competizioni nazionali
- Primera B Nacional: 1

Independiente Rivadavia: 2023